# 宮城県道229号竹谷幡谷線
宮城県道229号竹谷幡谷線（みやぎけんどう229ごうたけやはたやせん）は、宮城県宮城郡松島町内を同県大崎市を経由し結ぶ、かつて存在した一般県道である。本稿は、廃止時点の路線状況を記している。

## 概要

### 路線データ
- 起点：宮城郡松島町竹谷
- 終点：宮城郡松島町幡谷
- 実延長：4,545.4 m[1]

## 歴史
- 2019年（平成31年）3月29日 - 路線廃止し、共に廃止された宮城県道241号大和幡谷線と統合する形で、宮城県道241号竹谷大和線が路線認定された[2]。

## 地理

### 通過する自治体
- 宮城郡松島町
- 大崎市

### 交差する道路
- 宮城県道60号鹿島台鳴瀬線（宮城郡松島町竹谷・起点）
- 国道346号・宮城県道241号大和幡谷線（宮城郡松島町幡谷・終点）